# Johannes Schramm
Johannes Schramm (* 24. März 1946 in Dalldorf, Kreis Oschersleben, heute zu Gröningen) ist ein deutscher Neurochirurg besonderer Expertise in der Epilepsiechirurgie.

## Leben und Werk
Nach dem Medizinstudium in Heidelberg, Berlin und Manchester, England (Promotion 1972 in Heidelberg) absolvierte Schramm bis 1979 seine Facharztweiterbildung an der Freien Universität (FU) Berlin. 1981 habilitierte er sich dort, 1983 wurde er leitender Oberarzt und erhielt eine C3-Professur an der Neurochirurgischen Universitätsklinik Erlangen.
Ein früher wissenschaftlicher Schwerpunkt von Schramm war die Anwendung evozierter Potentiale in der Neurochirurgie.
Von 1989 bis 2012 war Schramm als Nachfolger von Rolf Wüllenweber Direktor der Neurochirurgischen Klinik des Universitätsklinikums Bonn, wo er zusammen mit dem Neurologen und Epileptologen Christian E. Elger eines der weltweit führenden epilepsiechirurgischen Programme aufbaute.
Seit 2007 ist Schramm Mit-Herausgeber und seit 2012 Editor-in-Chief der Buchreihe Advances and Technical Standards in Neurosurgery.

## Auszeichnungen
- 2013 Otfrid-Foerster-Medaille der Deutschen Gesellschaft für Neurochirurgie
- 2014 Ehrenmitgliedschaft der Deutschen Gesellschaft für Epileptologie